# Unité urbaine de Vayrac
L'unité urbaine de Vayrac est une unité urbaine française centrée sur les communes de Bétaille, Puybrun et Vayrac, dans les départements de la Corrèze et du Lot, les régions de Nouvelle-Aquitaine et d'Occitanie.

## Données générales
Dans le zonage réalisé par l'Insee en 2010, l'unité urbaine était composée de trois communes, deux dans le département du Lot et la région Occitanie et une en Corrèze et région Nouvelle-Aquitaine.
Dans le nouveau zonage réalisé en 2020, elle est composée de six communes, quatre dans le département du Lot et la région Occitanie et deux en Corrèze et région Nouvelle-Aquitaine. L'unité urbaine s'est agrandie des communes de La Chapelle-aux-Saints en Corrèze et Puybrun et Tauriac dans le Lot.
En 2021, sa densité de population s'élève à 79 hab/km2. Par sa superficie dans le Lot (42,9 km²), elle représente 0,82 % du territoire de ce département et, elle en regroupe en 2022 2,18 % de la population (3 809 habitants).

## Composition 2020 de l'unité urbaine
Elle est composée des six communes suivantes :
| Nom                    | Code Insee | Département | Statut       | Superficie (km2) | Population (dernière pop. légale) | Densité (hab./km2) | Modifier                                    |
| ---------------------- | ---------- | ----------- | ------------ | ---------------- | --------------------------------- | ------------------ | ------------------------------------------- |
| Bétaille               | 46028      | Lot         | ville-centre | 13,99            | 1 073 (2022)                      | 77                 | modifier les données · modifier les données |
| Puybrun                | 46229      | Lot         | ville-centre | 4,36             | 993 (2022)                        | 228                | modifier les données · modifier les données |
| Vayrac                 | 46330      | Lot         | ville-centre | 16,33            | 1 279 (2022)                      | 78                 | modifier les données · modifier les données |
| Bilhac                 | 19026      | Corrèze     | banlieue     | 6,99             | 246 (2022)                        | 35                 | modifier les données · modifier les données |
| La Chapelle-aux-Saints | 19044      | Corrèze     | banlieue     | 4,72             | 260 (2022)                        | 55                 | modifier les données · modifier les données |
| Tauriac                | 46313      | Lot         | banlieue     | 8,23             | 464 (2022)                        | 56                 | modifier les données · modifier les données |

## Évolution démographique
| 1968  | 1975  | 1982  | 1990  | 1999  | 2009  | 2014  | 2021  |
| ----- | ----- | ----- | ----- | ----- | ----- | ----- | ----- |
| 3 326 | 3 231 | 3 268 | 3 331 | 3 429 | 4 114 | 4 117 | 4 334 |

#### Données générales
- Unité urbaine
- Aire d'attraction d'une ville
- Liste des unités urbaines de France

#### Données démographiques en rapport avec l'unité urbaine de Vayrac
- Aire d'attraction de Biars-sur-Cère - Saint-Céré
- Arrondissement de Brive-la-Gaillarde
- Arrondissement de Figeac
- Arrondissement de Gourdon

#### Données démographiques en rapport avec la Corrèze et le Lot
- Démographie de la Corrèze
- Démographie du Lot